# Валехо
Валехо (на испански: Vallejo) е град в окръг Солано, щата Калифорния, САЩ. Валехо е с население от 116 760 души. (2000) Валехо е с обща площ от 126,30 кв. км (48,80 кв. мили).
Валехо е кръстен на Мариано Гуадалупе Валехо, мексикански военен, който е помогнал да се засели районът.